# Xylogenes hirticollis
Xylogenes hirticollis là một loài bọ cánh cứng trong họ Bostrichidae. Loài này được Blackburn miêu tả khoa học năm 1897.